# 聖母瑪利亞鎮

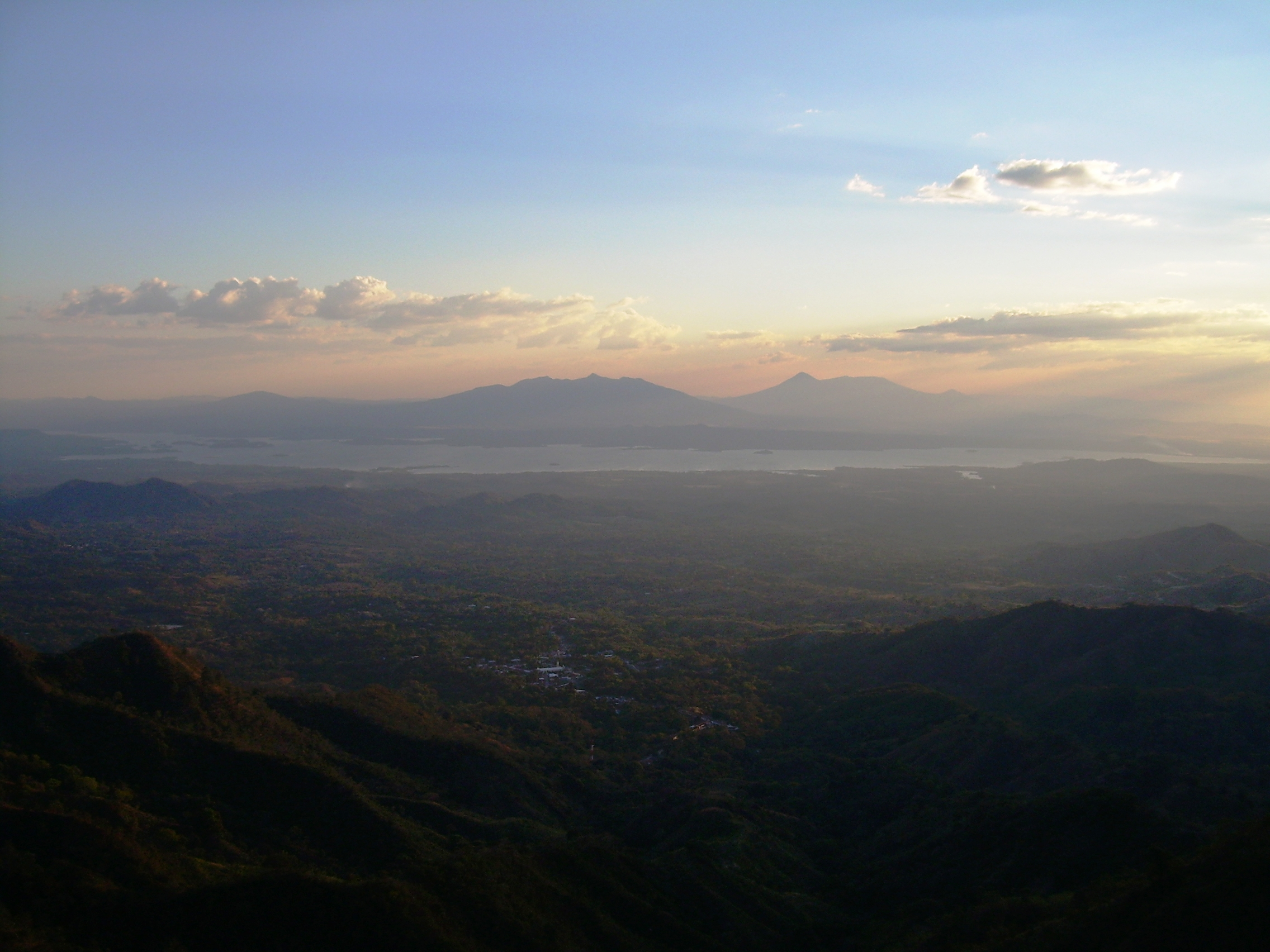

聖母瑪利亞鎮（西班牙語：Dulce Nombre de María），是薩爾瓦多的城鎮，位於該國西北部，由查拉特南戈省負責管轄，面積54平方公里，海拔高度386米，2006年人口8,987，人口密度每平方公里166.42人。
14°9′N 89°1′W / 14.150°N 89.017°W